# Psicopatología de la vida cotidiana
Psicopatología de la vida cotidiana (en alemán Zur Psychopathologie des Alltagslebens) es una obra de Sigmund Freud de 1901, en la que se analiza lo que desde entonces se conoce como acto fallido (lapsus linguae o lapsus freudiano).

## Índice
I. El olvido de nombres propios

II. Olvido de palabras extranjeras
III. Olvido de nombres y de frases
IV. Recuerdos de infancia y recuerdos encubridores
V. El trastrabarse
VI. El desliz en la lectura y en la escritura
VII. EL Olvido de impresiones y de designios
VIII. El trastrocar las cosas confundido
IX. Acciones casuales y sintomáticas
X. Errores
XI. Operaciones fallidas combinadas

XII. Determinismo, creencia en el azar y superstición: puntos de vista

## Contenido
Psicopatología de la vida cotidiana es un libro escrito por Sigmund Freud y publicado en 1904. En este trabajo, Freud busca dar a conocer al público en general la existencia del inconsciente a través de lo que él llama "actos fallidos", que son actos involuntarios que tienen un impacto en la vida cotidiana, como olvidos, lapsus, negaciones o equívocos. Freud demostró que estos actos no intencionales son, al igual que los síntomas, formaciones de compromiso entre la intención consciente del individuo y lo que está reprimido en su inconsciente.
Freud sostiene que los actos fallidos no son producto del azar o la distracción, sino que son generados por la intervención de ideas reprimidas que perturban el discurso o la conducta del sujeto. Estas producciones de la intención pueden ser relacionadas en el idioma alemán, donde palabras como olvido (das Vergessen), lapsus linguae (das Versprechen), error de lectura (das Verlesen), error de escritura (das Verschreiben), confusión en la acción (das Vergreifen) y pérdida de objetos (das Verlieren) tienen el mismo prefijo.

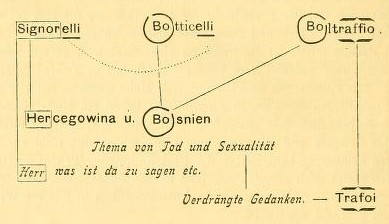
Diagrama del olvido de Signorelli, de Freud, como aparece en la primera edición de 1904

El libro examina diferentes fenómenos relacionados con la vida cotidiana. En el primer capítulo, Freud analiza el olvido de nombres propios y cómo su sustitución por otros nombres revela un compromiso entre lo que se ha olvidado y lo que se quiere recordar. En los capítulos siguientes, explora el olvido de palabras de idiomas extranjeros, el olvido de nombres y secuencias de palabras, así como el olvido de impresiones y proyectos. También se centra en los lapsus linguae, que son los deslizamientos lingüísticos en los que una palabra es sustituida por otra. Freud sostiene que esto es el resultado de una perturbación causada por la intervención de una idea reprimida.
Otros capítulos del libro tratan sobre los errores de lectura y escritura, los equívocos y las torpezas. En la última parte, Freud reflexiona sobre la existencia de "dos tipos de casualidad": una casualidad externa, relacionada con causas que no son de naturaleza psicológica, y una casualidad interna en la que el determinismo psíquico juega un papel central. Los actos fallidos son considerados como el producto de una intención inconsciente que se sustituye por una intención consciente.
El libro se ha convertido en una obra clásica en el campo de la psicopatología y ha sido reconocida como una de las principales contribuciones de Freud a la comprensión del inconsciente. Ha influido en el pensamiento de psicoanalistas y académicos, y ha sido traducida a varios idiomas.